# Colonia di Renesso
La colonia montana di Renesso è una ex colonia estiva situata nella località di Renesso, nel comune di Savignone, nella città metropolitana di Genova.
La struttura, con annessi parco e foresteria, è sottoposta a vincolo di tutela da parte della Soprintendenza per i beni archeologici della Liguria.

## Storia
La colonia è stata costruita nel 1933 in pochissimi mesi per volere del Governo Mussolini: dall'8 aprile 1932 al 30 luglio 1933.
L'edificio ospitava le "giovani italiane", ragazzine dai 13 ai 18 anni, durante il periodo estivo, poiché costruita in un territorio ritenuto salubre.
Le loro giornate erano rigidamente strutturate, i momenti di gioco erano alternati a momenti di indottrinamento e studio, con lo scopo di infondere nelle giovani lo spirito fascista dall'alba al tramonto, cioè dall'alzabandiera all'ammainabandiera. Pertanto, questi soggiorni avevano un duplice scopo: da una parte un fine assistenziale gratuito, a vantaggio soprattutto delle fasce più deboli della popolazione che non potevano permettersi di portare i figli in vacanza, e dall'altra quello dell'indottrinamento propagandistica delle giovani sin dalla tenera età.

## Struttura

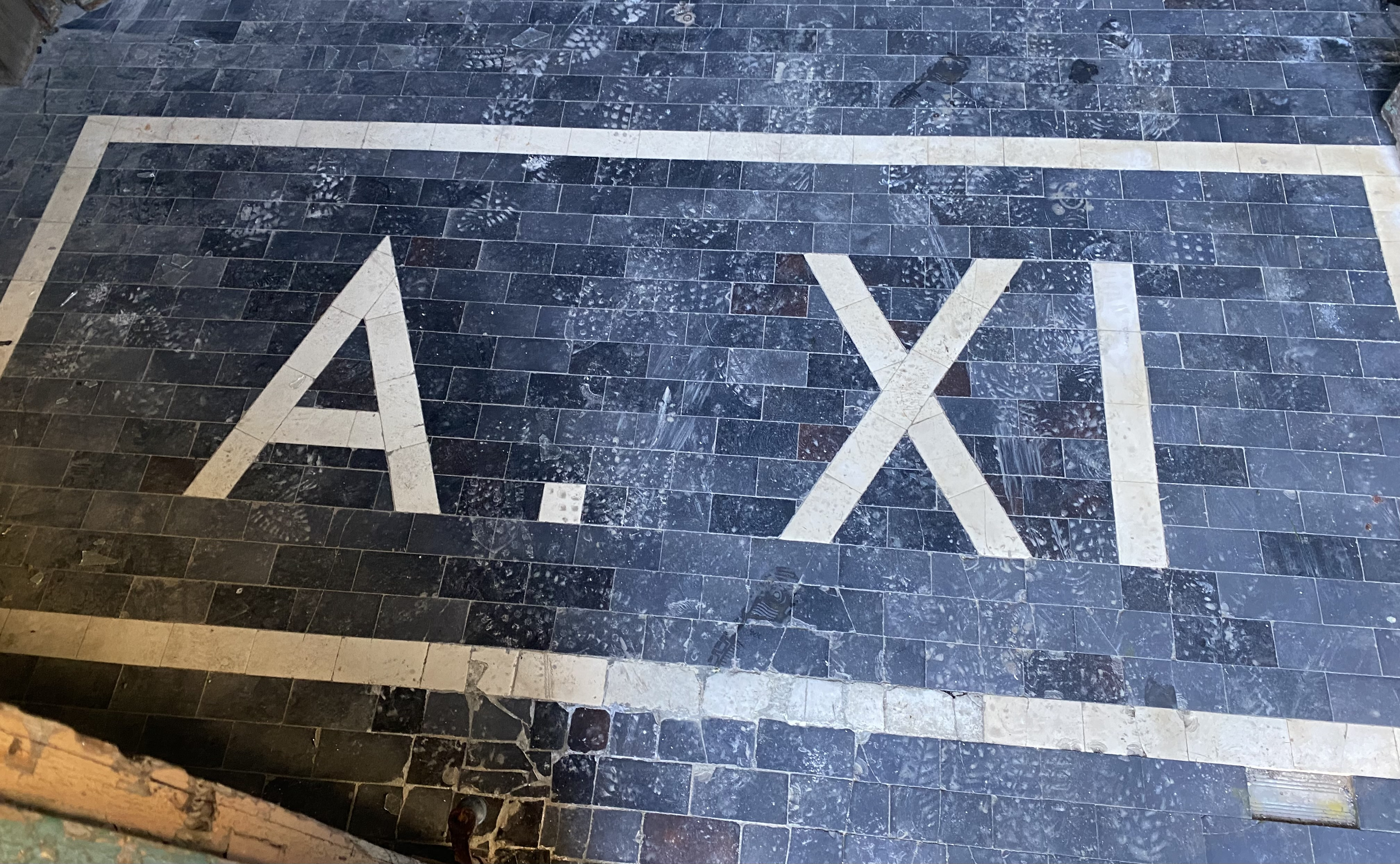
Il mosaico presente all'entrata della Colonia di Renesso che indica la data di edificazione, espressa in anni dell'era fascista.

Lo stile utilizzato architettonico è tipico del razionalismo italiano fascista. L'edificio è a tre piani, con una torretta centrale, sulla quale era posizionata l'insegna in ferro con su scritto "Partito Nazionale Fascista". All'ingresso, sul pavimento a mosaico è riportata la data di edificazione, espressa in anni dell'era fascista.
L'architetto era Camillo Nardi Greco, esponente di spicco del razionalismo italiano e progettista legato al regime che lavorò molto in Liguria, anche in altre colonie, come la Colonia Fara di Chiavari e la Colonia montana di Monte Maggio, sempre in Savignone. Le forme del razionalismo italiano, sviluppatosi durante il periodo tra gli anni 1920 e gli anni 1930, seguivano i principi del funzionalismo, con l'obiettivo di realizzare strutture funzionali, armoniose ma austere, che raggiungessero la maggiore utilità possibile. Un esempio di queste influenze architettoniche sono sicuramente le finestre "a nastro" orizzontali, che movimentavano la facciata austera.
La colonia occupa un'area di 840 mq, ed è disposta su due piani oltre al piano terreno e un piano interrato, per una cubatura totale di circa 15.000 metri cubi. L’edificio era destinato a ospitare il numero più alto di persone possibile, e poteva accogliere sino a 520 bambini. Aveva al piano terra i locali di servizio: la caldaia, la mensa, il refettorio e gli uffici, mentre ai piani superiori erano presenti principalmente le camerate, insieme a locali di uso comune come la palestra e l'infermeria.

## Stato e riqualificazione
La colonia conserva al suo interno l'assetto originario, ma ha subito danneggiamenti dovuti al disuso, ad atti vandalici e alla mancata manutenzione.
Nell'estate 2023 l'amministrazione comunale di Savignone ha avviato i lavori di riqualificazione della foresteria, un piccolo edificio nel parco circostante alla colonia, dentro cui in passato c'erano alcuni locali di servizio.